# Juan Francisco Guevara (militar)
Juan Francisco Guevara (1922 - 2009) fue un militar argentino con actuación en la Revolución Libertadora.

## Biografía
Graduado del Colegio Militar como subteniente de artillería y alcanzó el grado de coronel.
Participó secundando al general Eduardo Lonardi en el golpe de Estado de septiembre de 1955 contra Juan Domingo Perón. En 1962, declarado en rebeldía, fue pasado a la situación de retiro definitivo.
En 1966 fue designado embajador en Colombia por el presidente de facto Juan Carlos Onganía y en 1969 en Venezuela. Después de un conflicto con el teniente general Alejandro Agustín Lanusse, fue dado de baja en 1970.
Escribió un libro Argentina y su sombra, editado en 1970, que recoge su testimonio de sus años con el Ejército.